# O усатое
Ꟁ, ꟁ (O усатое, пол. o wąsate, также O рогатое, пол. o rogate, в Юникоде называется древнепольская O) — буква расширенной латиницы, использовавшаяся в древнепольском языке.

## История
Буква ꟁ, обозначавшая носовой гласный, использовалась в польских рукописях с XII по XV вв., например, в словах prawdꟁ (совр. польск. prawdę), nademnꟁ (совр. польск. nade mną). Использовались различные формы буквы, напоминающие ѻ, ϕ или ø. Ныне используется в печати для передачи древнепольских текстов.

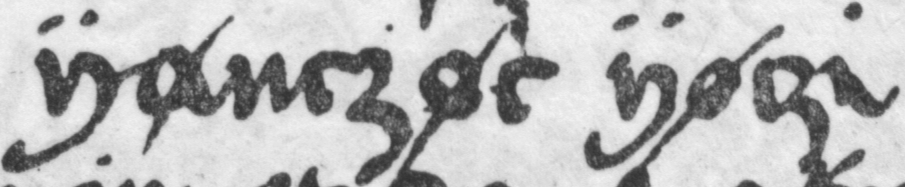
Две буквы ꟁ в трактате Паркоша: предпоследняя буква первого слова и вторая буква второго[3].
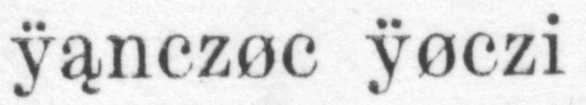
Две буквы ꟁ в транскрипции Куцалы того же отрывка[4].

## Кодировка
Заглавная и строчная формы буквы были закодированы в блоке Юникода «Расширенная латиница — D» (англ. Latin Extended-D) в версии 14.0, вышедшей 14 сентября 2021 года, под кодами U+A7C0 и U+A7C1.